# فلويد نورمان
فلويد نورمان (بالإنجليزية: Floyd Norman)‏ هو كاتب سيناريو ورسام رسوم متحركة ومنتج أفلام أمريكي، ولد في 22 يونيو 1935 في سانتا باربارا في الولايات المتحدة.

## وصلات خارجية
- الموقع الرسمي
- فلويد نورمان على موقع IMDb (الإنجليزية)
- فلويد نورمان على موقع قاعدة بيانات الفيلم (الإنجليزية)
- فلويد نورمان على موقع كينوبويسك (الروسية)